# Смоки (река)
Смоки (англ. Smoky River) — река в Канаде в провинции Альберта. Длина — 492 км, водосборный бассейн — 51 300 км². Средний расход воды — 347,48 м³/с.
Смоки берёт начало в озере Адольф в Канадских Скалистых горах, в северной части национального парка Джаспер, впадает в реку Пис.